# Maurício Antônio
Maurício de Carvalho Antônio (San Paolo, 6 febbraio 1992) è un calciatore brasiliano, difensore del Paysandu.

## Carriera

### Club
La sua carriera si è svolta principalmente in Brasile, prima di approdare in Europa con la Portimonense.

## Palmarès

### Club
- Coppa Suruga Bank: 1

Urawa Reds: 2017
- AFC Champions League: 1

Urawa Reds: 2017

### Individuale
- Capocannoniere della Coppa del mondo per club: 1

2017 (2 gol, a pari merito con Cristiano Ronaldo e Romaninho)